# Dóra Beregi
Dóra Beregi (* 8. August 1915 als Dorothea Berger in Budapest; † 8. Februar 2011 in Sydney) war eine ungarische und später englische Tischtennis-Nationalspielerin. Sie wurde 1950 Weltmeister im Doppel.

## Ungarn
Die Linkshänderin wurde 1915 unter dem Namen Dorothea Berger in Budapest geboren. Später änderte sie ihren Namen in die ungarische Form Dóra Beregi. Bei den nationalen ungarischen Meisterschaften siegte sie 1937 im Doppel mit Magda Gál und im Mixed mit Erno Földo. Diese Titel verteidigte sie ein Jahr später, im Doppel mit Ida Ferenczy und im Mixed mit Victor Barna. 1937 und 1938 wurde sie für die Weltmeisterschaften nominiert. Dabei erreichte sie 1938 im Einzel das Viertelfinale und im Doppel mit Ida Ferenczy das Endspiel, in dem sie den Tschechinnen Vlasta Depetrisová/Věra Votrubcová unterlagen.

## England
1939 übersiedelte Dóra Beregi nach England. Hier heiratete sie 1941 unter dem Namen Dora Berger einen Engländer namens Harry Devenny und erwarb dadurch die englische Staatsbürgerschaft. Somit war sie für England international spielberechtigt.
1947/48 wurde sie in der ITTF-Weltrangliste auf Platz sechs geführt.
1948 und 1950 nahm sie unter englischer Flagge an den Weltmeisterschaften teil. 1948 holte sie Gold mit der englischen Mannschaft. Im Doppel mit der Schottin Helen Elliot holte sie Silber (hinter Margaret Franks/Vera Thomas aus England), im Mixed mit Ferenc Sidó gewann sie Bronze. 1950 wurde sie mit Helen Elliot Doppel-Weltmeister durch einen Endspielsieg über das ungarisch-rumänische Paar Gizella Farkas/Angelica Rozeanu. Das englische Team kam auf Platz drei.

## Australien
1950 übersiedelte Dóra Beregi nach Australien. Im September 1951 siegte sie bei den australischen Open in Adelaide in allen Wettbewerben. 1955 beendete sie ihre Karriere als Leistungssportlerin.

## Privat
Dóra Beregi war verheiratet und hatte einen Sohn (* 1949).

## Turnierergebnisse
| Verband | Veranstaltung     | Jahr | Ort      | Land | Einzel        | Doppel    | Mixed         | Team |
| ------- | ----------------- | ---- | -------- | ---- | ------------- | --------- | ------------- | ---- |
| ENG     | Weltmeisterschaft | 1950 | Budapest | HUN  | letzte 32     | Gold      | Viertelfinale | 3    |
| ENG     | Weltmeisterschaft | 1948 | Wembley  | ENG  | letzte 64     | Silber    | Halbfinale    | 1    |
| HUN     | Weltmeisterschaft | 1938 | Wembley  | ENG  | Viertelfinale | Silber    | letzte 16     | 4    |
| HUN     | Weltmeisterschaft | 1937 | Baden    | AUT  | letzte 64     | letzte 16 | letzte 16     |      |